# Ettore Maria Fizzarotti
Ettore Maria Fizzarotti (Nápoles, 3 de enero de 1916-Roma, 10 de septiembre de 1985) fue un director de cine y guionista italiano.

## Biografía
Nacido en Nápoles, hijo del director Armando Fizzarotti, debutó como ayudante de dirección en las películas de su padre, y luego colaboró, entre otros, con Vittorio Cottafavi y Raffaello Matarazzo. Hizo su debut como director en 1964, con In ginocchio da te, un musicarello con Gianni Morandi que fue criticado por la crítica pero que obtuvo un gran éxito comercial. Fizzarotti luego dirigió varias películas del mismo género, protagonizadas por algunos de los cantantes italianos más importantes de la época. Su carrera también incluye el spaghetti western Vendo cara la pelle y Sgarro alla camorra, la primera película sceneggiata, que marcó el debut cinematográfico de Mario Merola.

## Filmografía parcial
- Napoli è sempre Napoli (1954, guionista)
- In ginocchio da te (1964)
- Una lacrima sul viso (1964)
- Se non avessi più te (1965)
- Non son degno di te (1965)
- Perdono (1966)
- Nessuno mi può giudicare (1966)
- Mi vedrai tornare (1966)
- Stasera mi butto (1967)
- Soldati e capelloni (1967)
- Vendo cara la pelle (1968)
- Chimera (1968)
- Il suo nome è Donna Rosa (1969)
- Mezzanotte d'amore (1970)
- Angeli senza paradiso (1970)
- Venga a fare il soldato da noi (1971)
- Sgarro alla camorra (1973)